# Tropiduchidae
Tropiduchidae (лат.) — семейство равнокрылых насекомых. Встречаются всесветно, главным образом, в тропиках. В ископаемом состоянии известны с эоцена.

## Описание
Средней величины, обычно слегка дорсовентрально уплощенные и внешне разнообразные цикадовые насекомые. Полифаги и олигофаги однодольных, таких как злаки, пальмы и др. Для СССР указывалось 2 рода и 4 вида
В странах умеренного климата размеры средние (длина тела от 7 до 9 мм).

## Классификация
Около 680 видов и 197 родов. В Европе представлены, в том числе, родами Omatissus и Tripetymorpha (подсемейство Tropiduchinae).
- Роды: Achilorma — Acrisius — Aethomyctus — Afroelfus — Alcestis — Alcumena — Alleloplasis — Alphesiboea — Amaclardea — Amapala — Antabhoga — Arenasella — Aripoa — Athestia — †Austris — Bananellodes — Barunoides — Biruga — Busas — Caffrommatissus — Camerunilla — Catullia — Catulliaria — Catullioides — Chasmacephala — Cixiopsis — Clardea — Colgorma — Conchyoptera — Cuneoceps — Cyphoceratops — Cyrtomycta — Danepteryx — Daradacella — Daradax — Daradaxoides — Diagrynia — Diambon — Dichoneura — Dictyobia — Dictyonia — Dictyonissus — Dictyotangia — Dictyssa — Dictyssonia — Dioxyomus — Duriopsis — Durium — Dyctidea — Eilithyia — †Emiliana — Eodryas — Epora — Eporiella — Eucameruna — Eutropistes — Exphora — Ficarasa — Fritzruehlia — Gaetulia — Gamergomorphus — Gamergus — Garumna — Garumnella — Gergithomorphus — Grynia — Haliartus — Heinsenia — Idiomyctus — Indogaetulia — Ingoma — Inkewana — Intandela — Isporisa — Isporisella — †Jantaritambia — Johannesburgia — Kallitambinia — Kallitaxila — Kazerunia — Kirongoziella — Laberia — Ladella — Ladellodes — Lagoana — Lavora — Leptotambinia — Leptovanua — Leusaba — Macrovanua — Manganeutes — Mesepora — Misodema — Monopsis — Montrouzierana — Neaethus — Neocatara — Neommatissus — Neorudia — Neotangia — Neotaxilana — Neotaxilanoides — Neotylana — Nesotaxila — Nesotemora — Neurotmeta — Nubithia — Numicia — Nurunderia — Obedas — Oechalina — Oligaethus — Ommatissus — Osbornia — Ossoides — Paragamergomorphus — Parahydriena — Paralasonia — Paricana — Paricanoides — Paruzelia — Peggioga — Pelitropis — Peltodictya — Pseudoclardea — Pseudogergithus — Pseudoparicana — Pseudotangia — Pucina — Remosa — Rhinodictya — Riancia — Rotunosa — Sakina — Salona — Scenoma — Scolopsomorpha — Siopaphora — Sogana — Spathocranus — Stacota — Stenoconchyoptera — Stiborus — Sumbana — Swezeyaria — Tambinia — Tangella — Tangia — Tangidia — Tangiopsis — Tangyria — Tauropola — Teramnon — Thaumantia — Thymbra — Trienopa — Tropiduchodes — Tropiduchus — Trypetimorpha — Turneriola — Ubis — Vanua — Vanuoides — Varma — Zema